# Svarttjärnen (Ockelbo socken, Gästrikland, 674729-155955)
Svarttjärnen är en sjö i Ockelbo kommun i Gästrikland och ingår i Testeboåns huvudavrinningsområde. Sjön har en area på 0,106 kvadratkilometer och ligger 81,1 meter över havet.

## Delavrinningsområde
Svarttjärnen ingår i det delavrinningsområde (674587-155896) som SMHI kallar för Utloppet av Långsjön. Medelhöjden är 80 meter över havet och ytan är 11,24 kvadratkilometer. Räknas de 177 avrinningsområdena uppströms in blir den ackumulerade arean 1 034,21 kvadratkilometer. Avrinningsområdets utflöde Testeboån (Grannäsån) mynnar i havet. Avrinningsområdet består mestadels av skog (65 procent) och sankmarker (17 procent). Avrinningsområdet har 1,55 kvadratkilometer vattenytor vilket ger det en sjöprocent på 13,8 procent.